# Грабовиця (струмок)
Грабовиця (пол. Hrabowica) — струмок в Україні у Тернопільському районі Тернопільської області. Ліва притока річки Нараївки (басейн Дністра).

## Опис
Довжина трумка приблизно 3,00 км, найкоротша відстань між витоком і гирлом — 2,60  км, коефіцієнт звивистості річки — 1,15 . Формується декількома струмками.

## Розташування
Бере початок на південно-західній стороні від села Вербів. Тече переважно на південний захід через село Нараїв і впадає у річку Нараївку, ліву притоку річки Гнилої Липи.

## Цікаві факти
- Струмок перетинає автошлях Т 2007[2] (автомобільний шлях територіального значення в Тернопільській та Львівській областях. Проходить територією Бережанського району через села Нараїв, Шайбівка; Перемишлянського району — села Болотня, Іванівка (колишній Янчин) та з'єднується з автомобільною дорогою Т 1417 у селі Брюховичі).